# Labidostomis lucida
Labidostomis lucida là một loài bọ cánh cứng trong họ Chrysomelidae. Loài này được Germar miêu tả khoa học năm 1824.